# Fabrice Hadjadj
Fabrice Hadjadj (ur. 15 września 1971 w Nanterre) – francuski pisarz i filozof.

## Życiorys
Urodził się w rodzinie żydowskiej, jego rodzice byli maoistami i aktywnie brali udział w rewolucji 1968 roku. W młodości Hadjadj był ateistą i anarchistą, później gwałtownie nawrócił się na katolicyzm w kościele Saint-Séverin w Paryżu. Chrzest przyjął w opactwie Saint-Pierre z Solesmes w 1998 roku. Uważa się za „Żyda z arabskim nazwiskiem katolickiego wyznania”.

## Publikacje
- Traité de Bouddhisme zen à l'usage du bourgeois d'Occident, Éditions du PARC, 1998
- Et les violents s'en emparent, Éditions Les Provinciales, 1999
- A quoi sert de gagner le monde: Un vie de saint François Xavier, Éditions Les Provinciales, 2002; revised edition 2004
- La terre chemin du ciel, Éditions du Cerf, 2002
- La salle capitulaire (wraz z Gérardem Breuilem), Éditions Les Provinciales, 2003
- Arcabas: Passion Résurrection, Éditions du Cerf, 2004
- Réussir sa mort: Anti-méthode pour vivre, Presses de la Renaissance, 2005
- Massacre des Innocents: Scènes de ménage et de tragédie, Éditions Les Provinciales, 2006
- La profondeur des sexes: Pour une mystique de la chair, Éditions du Seuil, 2008
- L'agneu mystique: Le retable des frères Van Eyck, Éditions de l'Oeuvre, 2008
- Pasiphaé: ou comment l'on devient la mère du Minotaure, Éditions Desclée de Brouer, 2009
- La foi des dėmons: ou l'athéisme dépassé, Éditions Salvator, 2009
- Le Paradis à la porte : Essai sur une joie qui dérange, Seuil, 2011, wydanie pol. Raj za drzwiami. Esej o kłopotliwej radości, tłum. Justyna Nowakowska, Państwowy Instytut Wydawniczy, Warszawa 2021